# 罗斯波特
罗斯波特（德语、法语：Rosport）是卢森堡东部市镇罗斯波特-蒙帕赫的行政中心，属于埃希特纳赫县。 
罗斯波特于2017年12月31日之前是一个独立市镇。2018年1月1日，旧市镇罗斯波特与蒙帕赫合并为新市镇罗斯波特-蒙帕赫。 
罗斯波特城堡建于1892年，是卢森堡发明家亨利·图多尔（Henri Tudor）的住所。自2009年5月以来，这座城堡一直是图多尔博物馆的所在地，该博物馆基于他对铅酸蓄电池的发展进行展览。

## 旧市镇
罗斯波特旧市镇由以下村庄组成： 
- Dickweiler
- Girst
- Hinkel
- Osweiler
- 罗斯波特
- Steinheim
- Fromburg (称地)
- Girsterklaus (称地)